# Lyons Groups of Galaxies
Le Lyons Groups of Galaxies (en abrégé : LGG) est un catalogue de groupes de galaxies proches qui comprend toutes les galaxies jusqu'à la magnitude apparente limite Bo=14.0 ayant une vitesse de récession inférieure à 5 500 kilomètres par seconde.
Deux méthodes ont été utilisées pour la construction des groupes : une méthode de percolation dérivée des travaux de Huchra et Geller et une méthode hiérarchique développée par l'astrophysicien américain R. Brent Tully. Le catalogue est une synthèse des résultats des deux méthodes.
Le LGG contient 485 groupes et 3 933 galaxies.